# Antigo Posto da Guarda Fiscal de Quarteira
O Antigo Posto da Guarda Fiscal de Quarteira foi um edifício histórico na localidade de Quarteira, no concelho de Loulé, em Portugal.

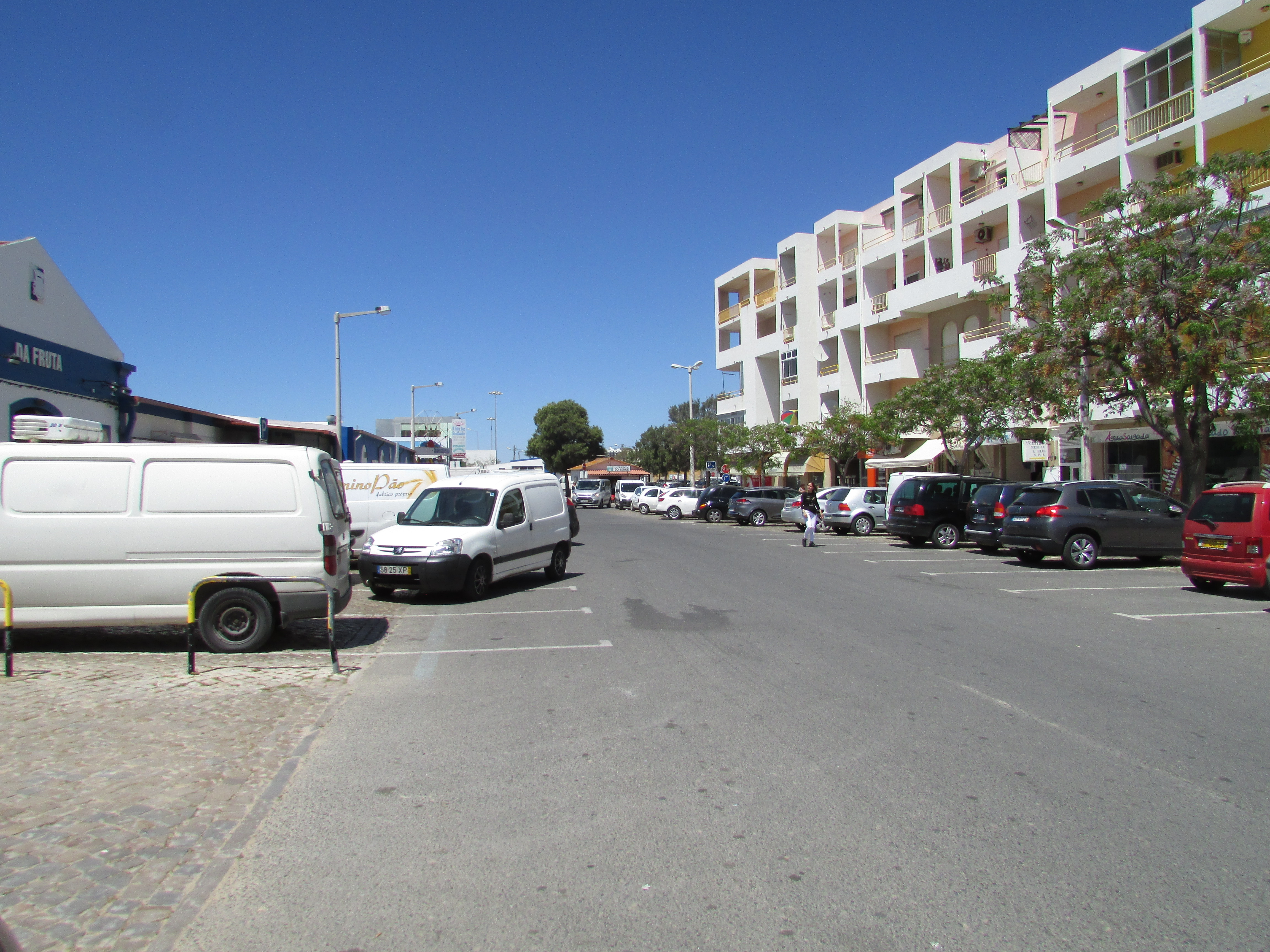
Largo do Mercado, em 2016. O Posto situava-se no local do mercado, à esquerda na fotografia.

## História e descrição
O edifício era composto por um só imóvel de piso térreo, cuja fachada tinha uma porta no centro e era rematada por uma platibanda. Foi construído de forma a tentar conciliar os estilos tradicional com o modernista, que entrou em voga na região do Algarve a partir das décadas de 1920 e 1930, combinando elementos de ambas as correntes: a decoração na platibanda procurava apelar ao tradicionalismo, com painéis em azul e branco, apresentando motivos figurativos, de feição histórica e barroquizantes, enquanto que no resto da fachada foram instalados azulejos de padrões Art déco, de exclusivos motivos cromáticos.
O edifício foi construído durante a primeira metade do século XX. Sofreu graves danos durante um temporal em 29 de Setembro de 1969, tendo caído a fachada. Posteriormente, o posto foi demolido e substituído pelo Mercado da Fruta e do Peixe.